# Affaire Megan Kanka
L'affaire Megan Kanka est une affaire criminelle qui s'est déroulée en 1994 à Hamilton Township, dans le comté de Mercer, aux États-Unis. Megan Nicole Kanka, âgée de sept ans, est violée et assassinée par son voisin Jesse Timmendequas. Ce crime, largement médiatisé, est à l'origine de la loi de Megan, qui porte sur la communication d'information sur les auteurs d'infractions sexuelles aux États-Unis.

## Histoire
Jesse K. Timmendequas, né le 15 avril 1961 a reçu deux condamnations pour des agressions sexuelles sur des petites filles. En 1979, il plaide coupable concernant une agression sexuelle aggravée d'une enfant de cinq ans à Piscataway (New Jersey). Il est condamné avec sursis mais, comme il ne se présente pas auprès des autorités, il passe cinq mois au Middlesex Adult Correctional Center. En 1981, Timmendequas plaide coupable dans l'affaire d'une agression sexuelle sur une fillette de sept ans et il est emprisonné six ans au Adult Diagnostic & Treatment Center (ADTC) d'Avenel (New Jersey).
D'après les rapports, Timmendequas ne suit guère le programme de soins proposé à l'ADTC. L'un des thérapeutes qui le prend en charge en détention le décrit comme un « pleurnichard » qui passe la majorité du temps à dormir. Un autre soignant a déclaré qu'il pensait que  Timmendequas finirait par récidiver (même s'il n'a jamais envisagé qu'il commette un assassinat).
Timmendequas, qui vit dans le voisinage de Megan Kanka, attire l'enfant chez lui, la viole, puis la tue par strangulation avec une ceinture. Puis il dépose le corps au Mercer County Park. Le lendemain, il avoue son crime aux enquêteurs et conduit la police jusqu'au corps.
Les preuves recueillies sont des taches de sang, des cheveux, des échantillons de fibres textiles ainsi qu'une marque de dents (en) qui correspond aux empreintes dentaires de Kanka sur la main de Timmendequas. Celui-ci est déclaré coupable d'enlèvement, de quatre chefs d'agression sexuelle aggravée, et de deux chefs d'homicide concomitant d'une infraction majeure (car il a tué une personne en même temps que d'autres infractions majeures). Le tribunal condamne Timmendequas à la peine de mort et, en appel, la Cour suprême du New Jersey confirme le verdict. Le député Dick Zimmer déclare : « Je crois qu'il est le type même de prédateur à qui pensait la législature quand elle a voté la peine de mort ».
Timmendequas reste dans le couloir de la mort au New Jersey jusqu'au 17 décembre 2007, date où la nouvelle législature de l'État vote l'abolition de la peine de mort. En conséquence, le verdict est commué en emprisonnement à perpétuité, sans possibilité de libération conditionnelle,.

## Loi de Megan
Un mois après l'assassinat, l'Assemblée générale du New Jersey vote une série de lois proposées par le parlementaire Paul Kramer, qui prévoit la constitution d'un fichier des auteurs d'infractions sexuelles, dont la base de données serait surveillée par l'État ; les délinquants qui déménagent seraient signalés à leurs voisins et la peine de prison à perpétuité attendrait les récidivistes d'infractions sexuelles. En constatant la polémique que soulèvent ses projets de lois, Kramer a exprimé sa stupéfaction et déclaré que « Megan Kanka serait encore en vie aujourd'hui » si ces lois avaient existé à l'époque.
La loi de Megan est adoptée au niveau fédéral en 1996.
En 2016, le Congrès des États-Unis vote un prolongement à l'international de la loi nationale : International Megan's Law to Prevent Child Exploitation and Other Sexual Crimes Through Advanced Notification of Traveling Sex Offenders.